# Reise, Reise
Reise, Reise (начальные слова сигнала к подъёму на немецком флоте — с нем. — «В путь-дорогу!» (ср. англ. to rise); другой возможный перевод — с нем. — «Путешествуй, путешествуй!») — четвёртый студийный альбом немецкой индастриал-метал-группы Rammstein, выпущенный 27 сентября 2004 года на лейбле Universal. Он был записан в 2003—2004 годах в различных звукозаписывающих студиях в Италии, Франции и Швеции при участии продюсера Якоба Хелльнера. Благоприятное разрешение кризиса, наступившего в Rammstein во время записи предыдущего альбома, Mutter, повлияло на атмосферу записи Reise, Reise, сделав её менее напряжённой. Записав в непринуждённой обстановке 17 песен, Rammstein отобрали для альбома только 11, остальные 6 вошли в следующий альбом, Rosenrot.
Альбом был положительно воспринят критиками и попал в первые десятки хит-парадов ряда стран, таких как Германия, Франция, Бельгия, а также занял 61 место в Billboard 200. Reise, Reise получил «золотой» статус в Дании, Германии и Финляндии, «платиновый» — в Австрии и Швейцарии, а в России альбом стал дважды платиновым. В 2006 году Rammstein с песней «Mein Teil» были номинированы на премию «Грэмми» за лучшее метал-исполнение.

## Предыстория
После выхода весной 2001 года третьего студийного альбома Mutter Rammstein отправились в одноимённый тур в поддержку альбома, который продлился до июля 2002 года. Запись Mutter отняла у музыкантов много энергии, поэтому после окончания тура в июле 2002 года они взяли перерыв на 6 недель. В это время в прессе стали появляться слухи о размолвках в группе и даже о её распаде, отчасти это было связано с переездом Рихарда Круспе в Нью-Йорк и его работой над сольным проектом. В июле 2004 года участники Rammstein впервые рассказали о кризисе, наступившем в группе, который начал развиваться ещё во время записи второго альбома и к третьему альбому достиг своего апогея. В интервью французскому журналу Rock Hard Кристоф Шнайдер и Рихард Круспе подтвердили слухи и признались, что причиной всему действительно был Рихард. Не в меру амбициозный гитарист желал контролировать каждое действие группы, лишая остальных малейшей возможности проявить инициативу. Общение Рихарда с остальными было коротким: «Именно так нам следует работать. И хватит об этом». «Мы дошли до предела, когда стало невозможно упомянуть имя „Рихард“ без того, чтобы не добавить „идиот“ или „ублюдок“! — вспоминал Шнайдер, — Странно то, что не было никаких личных претензий. Но как только речь заходила о музыке, Рихард был последним человеком, которого мы хотели слушать». Рихард спросил музыкантов, может ли он заняться своим собственным проектом, и те дали согласие. Когда Рихард занялся собственной группой Emigrate, у остальных участников Rammstein появилось больше свободы, что повлияло на запись четвёртого альбома.

## Запись
«С предыдущим альбомом мир был чёрно-бел для нас, всё было очень экстремальным. А с новым же мы изучаем оттенки серого. Мы стали более человечными, и теперь в музыке есть намного больше чувства. Я — человек, я — больше не машина. Было весело играть некоторое время как робот, но вы не можете делать это всю свою жизнь».
К работе над альбомом Rammstein привлекли продюсера Якоба Хелльнера, который продюсировал все предыдущие студийные работы группы. Как и предыдущие альбомы, Reise, Reise записывался не в Германии. Стремясь найти место с подходящим тёплым климатом, Rammstein отправились на юг Испании, в Малагу (Андалусия), на побережье Коста-дель-Соль. Rammstein начали репетировать впятером, без Круспе, позже Рихард вернулся и тоже приступил к репетициям. Преодоление кризиса положительно повлияло на обстановку в группе, теперь работа велась по желанию, а не потому что так было необходимо. Пауль Ландерс так высказался о написании песен и атмосфере: «Мы сели и сказали: кто хочет, тот хочет, а кто не хочет — и не надо. Во всяком случае, новый альбом писался совсем в другой, не такой, как предыдущие, атмосфере, и всем это доставило кучу удовольствия». Изменилась не только атмосфера, но и подход к записи: основной идеей стал девиз «Всё для вокала». Музыканты занимались всем, где вокал был хорош, даже если само по себе это звучало плохо. Кроме того, всем песням «давали шанс». Раньше если песня не нравилась всем, её сразу отбрасывали. На этот раз над таким материалом тоже работали. Поэтому теперь в альбоме появилось несколько экзотических песен, каких раньше не было. Партии ударных записывались в Стокгольме (Швеция), в Studio 301. Там же, в Стокгольме, только уже в Toytown Studio Stockholm, проходило сведение, которое длилось 8 недель (с апреля по май). Работа с Deutsches Filmorchester Babelsberg и Dresdner Kammerchor проходила в Берлине, в Studio Saal 1.
Для альбома полностью было записано 17 песен, но в результате в Reise, Reise вошли лишь 11. «Прежде, чем люди выключат музыку, мы лучше сами выключим!» — прокомментировал Оливер Ридель. Оставшиеся 6 треков («Rosenrot», «Wo bist Du?», «Mann gegen Mann», «Zerstören», «Ein Lied», «Feuer und Wasser») вошли в альбом Rosenrot, рабочее название которого было Reise, Reise vol. 2.

## Название альбома
Так же, как предыдущие альбомы, Reise, Reise получил название по одной из песен альбома. В переводе с немецкого «Reise, Reise» означает «Путешествие, путешествие» или «В путь-дорогу», а в терминологии ВМС Германии фраза означает сигнал «Подъём!». Среди рабочих названий альбома было «Amour» (в переводе с фр. — «Любовь»), потому что тема любви прослеживается во всём альбоме, ещё одним рабочим названием было «Rot» (в переводе с нем. — «Красный»), так как красный — цвет любви. Флаке признавался, что хотел назвать альбом «Mein Teil». В конце концов, музыканты остановились на Reise, Reise, интерпретируя это так, будто они путешествуют через всякого рода станции.

## Обложка и буклеты
Ярко-оранжевая обложка альбома повторяет цвет «чёрного ящика» с надписью «Бортовой самописец не вскрывать» (нем. Flugrekorder nicht öffnen). На 38 секунде первого трека альбома в качестве скрытого вступления звучит отрывок реальной записи «чёрного ящика». Сначала музыканты даже хотели поместить запись в каждую песню, но потом отказались от этой идеи. По страницам буклета альбома раскиданы обломки пассажирского авиалайнера. Музыкальный обозреватель сайта PopMatters Тим О’Нил в своей рецензии на Reise, Reise отдельно отметил обложку альбома, назвав её «величественной и минималистичной»: «С самого начала заметно, что это что-то немного больше, чем предыдущие альбомы Rammstein, что-то чуть более целенаправленное». Для японского издания альбома была разработана собственная обложка, на которой был изображён ледокол. «Корабль, вспарывающий толщину льда — сильное послание: путешествие продолжается, несмотря на трудности», — прокомментировали музыканты. Впоследствии эта обложка стала основной для альбома Rosenrot.
Для буклетов альбома была устроена специальная фотосессия по мотивам фильма «С меня хватит!» режиссёра Джоэла Шумахера. Подражая главному герою, для фотосессии Rammstein надели футболки с коротким рукавом, сломанные очки и взяли в руки биты. Идея подобной фотосессии показалась музыкантам интересной тем, что это был хороший способ изменить стиль фотографий группы — раньше подобных фотосессий Rammstein не проводили. Поначалу было неизвестно, увидят ли данные фотографии свет: с группой работал испанский фотограф, который слишком творчески подошёл к делу, и результат не понравился группе. Но потом они всё же пересмотрели своё отношение к снимкам.

## Выпуск
Первым синглом из альбома стала песня «Mein Teil». Выбор менеджментом Rammstein именно «Mein Teil» в качестве сингла очень удивил группу. Если бы музыканты могли выбирать, то выбрали бы «Morgenstern» или «Keine Lust». Даты выхода как сингла, так и альбома, несколько раз переносились из-за разногласий между Rammstein и их лейблом. Сингл «Mein Teil» вышел 26 июля 2004 года, кроме самой песни в него вошёл ремикс британского дуэта Pet Shop Boys, названный «You Are What You Eat» (в переводе с англ. — «Ты то, что ты ешь»). Уже на первой неделе своего пребывания в немецком чарте сингл поднялся на второе место. 2—3 июля в Трептове проходили съёмки клипа на песню «Mein Teil», режиссёром которого стал Зоран Бихач, работавший до этого с группой над клипом «Links 2-3-4». Съёмки, проходившие 3 июля на станции метро Бисмаркштрассе, привлекли внимание и шокировали прохожих, так как они не могли видеть съёмочную группу, которая находилась достаточно далеко от Rammstein. Из-за видеоряда клип, премьера которого состоялась на MTV и VIVA 9 июля, был разрешён к показу на немецком телевидении только с 23 часов. Армин Майвес, о котором и была написана песня, посчитал, что его использовали и собирался подать в суд на Rammstein. Песня «Mein Teil» была включена в саундтрек к фильму «Обитель зла 2: Апокалипсис», вышедший 31 августа.
13 сентября был выпущен сингл «Amerika», который дебютировал в немецком чарте на 2 месте и находился на этой позиции в течение 3 недель. Клип, снятый Йорном Хайтманном, режиссёром клипа «Ich will», пародирует легенду о постановочной съёмке высадки американцев на Луну. В видео Rammstein в скафандрах времён космической программы «Аполлон» фотографируются, играют в пинбол, пытаются установить флаг США. В это время на Земле происходит американизация мира. В конце видео оказывается, что всё, что происходило на Луне — съёмки клипа: на камеры выхватывает реквизиты, съёмочную бригаду, музыканты разговаривают по телефону, фотографируются с актёрами. Видео завершается кадрами того, как планетоход находит на Луне фото, сделанное во время выступления там Rammstein, на фоне которых звучит фраза «Хьюстон, у нас проблема». 23 октября состоялась фотосессия Rammstein для журнала Kerrang!, для которой музыканты оделись в женскую советскую военную форму и взяли в руки красное знамя.
22 ноября 2004 года Rammstein выпустили третий сингл, «Ohne dich», чем удивили прессу: третий сингл из Reise, Reise, вышедший всего через 2 месяца после выпуска альбома. «Мы настолько довольны записями, что могли бы позволить появиться этому синглу уже через две недели после выхода альбома, — пояснил Флаке. — Это не как у некоторых групп, которые выпускают диск только с двумя хорошими песнями, a остальное — мусор». Клип на песню снимался в период с 23 по 25 октября 2004 года Йорном Хайтманном. Премьерный показ состоялся 8 ноября 2004 года.
Клип на песню «Keine Lust», режиссёром которого снова стал Йорн Хайтманн, вышел 3 февраля 2005 года. Ища что-то, что символизировало бы название песни, означающее «нет желания», и показывало бы, что нельзя иметь то, что хочешь, если это всё к тебе приходит исключительно благодаря деньгам, Rammstein решили рассказать ещё и о том, что «если тебе что-то понравилось, то ты будешь делать всё, чтобы пережить это вновь. Но это уже никогда не будет таким, как это было впервые, как, например, первый поцелуй, или первый сексуальный опыт… Это распространяется на всё. Когда это превращается в булимию, ты начинаешь безостановочно обжираться. Это мы и показали нашим гримом». На создание специальных костюмов, имитирующих сильное ожирение, ушло около месяца. В этих же костюмах Rammstein 2 апреля появились на красной дорожке и выступили на церемонии Echo Awards. 28 февраля 2005 года вышел сингл «Keine Lust».
В клипе на песню «Haifisch», вышедшем в 2010 году, изменяются сюжеты других клипов Rammstein. Во время похорон солиста Тилля Линдеманна музыканты начинают подозревать друг друга в его убийстве: Рихард Круспе, по мнению остальных, в горах обрезал Тиллю страховку («Ohne dich»), Оливер Ридель вырывает кислородный шланг из скафандра Тилля (Amerika), а Флаке откармливает его до смерти за попытку сварить в котле («Keine Lust», «Mein Teil»).

## Реакция критиков
| Оценки критиков       | Оценки критиков                                                                    |
| Источник              | Оценка                                                                             |
| Русскоязычные издания | Русскоязычные издания                                                              |
| --------------------- | ---------------------------------------------------------------------------------- |
| Fuzz                  | (положительная)                                                                    |
| NewsLab.ru            | (положительная)                                                                    |
| Звуки.ру              | (положительная)                                                                    |
| Иноязычные издания    |                                                                                    |
| AlbumRock             | [ 29 ]                                                                             |
| Allmusic              | [ 30 ]                                                                             |
| BBC                   | [ 31 ]                                                                             |
| Blogcritics           | (положительная)                                                                    |
| CD Universe           | 4,4 из 5 звёзд · 4,4 из 5 звёзд · 4,4 из 5 звёзд · 4,4 из 5 звёзд · 4,4 из 5 звёзд |
| laut.de               | (положительная)                                                                    |
| MetalGlory            | (8.5/10)                                                                           |
| Metal Storm           | (7.0/10)                                                                           |
| plattentests.de       | [ 36 ]                                                                             |
| PopMatters            | [ 16 ]                                                                             |
| Rock Hard             | (9/10)                                                                             |

Тим О’Нил из PopMatters дал альбому оценку «превосходно». По его мнению, альбом, за исключением первых двух песен, пропитан духом парадоксального, многогранного экзистенциализма, который стал второй натурой немцев, но совершенно непереводим для американцев. «Rammstein по-прежнему одна из самых тяжёлых групп, но их трансцендентность частично исчезла, подвергая группу, которая нашла богатый второй план, исследуя контраст между агрессивным метал-позёрством и тонким эмоциональным нюансом». На сайте CD Universe альбому дали 4,4 из 5 звёзд и писали: «Немецкие короли пауэр-метала никогда не отклоняются слишком далеко от противоречий, и это вытекает из их альбома Mutter, стена звука приходит к вам со скоростью 1 000 миль в час и не будет ослабевать!».
Обозреватель журнала Fuzz Александр Старостин положительно оценил альбом, отдельно отметив новый подход к использованию акустических инструментов и заметив, что «в Reise, Reise у Rammstein явственно проглядывают фолк-корни». Александр Кордаз, музыкальный обозреватель сайта Laut.de, посчитал, что альбом мало чем отличается от своих предшественников, кроме мягких нюансов. Дмитрий Бебенин с сайта Звуки.ру отнёсся к альбому благосклонно и с юмором, назвав его «индустриальной страшилкой». На сайте Newslab.ru отмечали, что Rammstein продолжают создавать в том же стиле, что и раньше: «Rammstein вот уже почти десять лет размеренно и неторопливо двигаются выбранным курсом, и нет никаких оснований считать, что в ближайшем будущем они с него свернут. Равно как и причин желать, чтобы это случилось».
На сайте Metal Storm вышла рецензия, пропитанная разочарованием, альбому поставили оценку 7.0. «[В альбоме] нет „плохих“ песен (за исключением „Los“, безусловно, это худшее в карьере группы), но нет ничего необычного; некоторые песни просто выполняют то, что мы могли ожидать от Rammstein, но нет сильной сенсации, шедевра, которого мы ждали здесь». Дэвид Джеффрис дал альбому 3 звезды из 5 и выразил мнение, что Reise, Reise не увеличит количество поклонников группы, но будучи компактным, лишённым избытков, альбом удовлетворит верных поклонников.

## Награды и номинации
| Год  | Премия                  | Номинированы за | Номинация                                                    | Итог      |
| ---- | ----------------------- | --------------- | ------------------------------------------------------------ | --------- |
| 2004 | Hard Rock Award         | Reise, Reise    | Best album                                                   | Победа    |
| 2004 | Hard Rock Award         | «Mein Teil»     | Best Song und Best Video                                     | Победа    |
| 2005 | Echo Awards             | Reise, Reise    | Künstler/Künstlerin/Gruppe des Jahres national/international | Номинация |
| 2005 | Echo Awards             | «Ohne dich»     | Video national                                               | Номинация |
| 2005 | Comet                   | «Keine Lust»    | Bestes Video                                                 | Победа    |
| 2005 | MTV Europe Music Awards | «Keine Lust»    | Best Video                                                   | Номинация |
| 2006 | «Грэмми»                | «Mein Teil»     | Лучшее метал-исполнение                                      | Номинация |

## Композиции
«Reise, Reise»
Открывающая композиция «Reise, Reise» начинается со звуков шума морского прибоя. Тим О’Нил из PopMatters сравнил «Reise, Reise» с сюжетом повести Эрнеста Хемингуэя «Старик и море»: «„Reise Reise“ означает „путешествие, путешествие“, и нас немедленно ставят в известность о том, что эта-то поездка будет мрачной и мучительной, замешанной на немецком экзистенциализме в лучших традициях Манна и Гёте».
«Mein Teil»
Песня «Mein Teil» рассказывает историю так называемого каннибала из Ротенбурга Армина Майвеса, который в 2001 году убил и съел Юргена Брандеса с его добровольного согласия. Во вступлении песни, родившемся совершенно случайно, звучит голос басиста Оливера Риделя, который озвучивает настоящее объявление Майвиса, которое он разместил в интернете: «Ищу хорошо сложенного 20-30-летнего для закалывания, Мясник». По словам Пауля Ландерса, эти слова были включены в песню, чтобы стало ясно, о чём всё ж таки песня. «Люди дохнут, когда принимают виагру или кокаин, умирают, лежа на шлюхе, — говорил Тилль Линдеманн, — Это тоже ведёт к смерти. Если то, что он хотел, его осчастливило, но он при этом умер, то это конечно „больной“ случай, но настолько „больной“, что завораживает». Тиму О’Нилу по тематике песня напомнила альбом Manic Street Preachers The Holy Bible, но если The Holy Bible был презрением, то Rammstein пытаются понять мотивы поступка Майвеса и Брандеса.
«Dalai Lama»
Песня «Dalai Lama», начинаясь с гитарного бряцания, раскрывается симфо-грохотом в припеве и под конец приходит к неоклассическим хоралам, обрамлённым струнными. Композиция, рабочее название которой было «Flugangst» (в переводе с нем. — «Аэрофобия»), ссылается на балладу Гёте «Лесной царь». В оригинале эту историю рассказывает отец, который пытается успокоить своего сына, утверждающего, что видел тёмные силы, когда оба они ехали верхом по лесу ночью. Тилль Линдеманн заменил это на действие в самолёте, который попадает в бурю: отец объят таким ужасом и прижимает сына настолько сильно, что ребёнок задыхается. Название песни отсылает к легенде о том, что нынешний Далай-лама боится летать на самолётах. Александр Старостин предположил, что на написание этой песни группу сподвигло изучение таких работ как Jesus Christ Superstars группы Laibach и Antichrist Superstar Мэрилина Мэнсона.
«Keine Lust»
По мнению Александра Старостина, «Keine Lust» напоминает «The Beautiful People», «но оригинальный излом в ритме как бы подчёркивает немецкую индивидуальность». В своём обзоре сингла «Keine Lust» Дилан О’Нилл высказал мнение, что немецко-английский каламбур в тексте песни «заставляет Вас чувствовать себя в роли нациста во время правления Гитлера».
«Los»
«Los» — первая в карьере Rammstein полностью акустическая композиция, с повторяющимися гитарными риффами и резким ритмом, которая напомнила критикам Depeche Mode в середине их карьеры. Изначально существовало две версии: помимо акустической была ещё и классическая композиция в стиле Rammstein, но неожиданно для самих музыкантов главной стала акустическая версия. Обозреватель журнала Fuzz Александр Старостин писал: «Настоящее чудо — наблюдать за тем, как некогда тяжёлые перегруженные риффы Рихарда Круспе звучат так же динамично и устрашающе, будучи сыгранными на акустической гитаре». Дмитрию Бебенину с сайта Звуки.ру композиция напомнила гаражный рок шестидесятых.
«Amerika»
«Amerika» — единственная песня в альбоме с фрагментами текста на английском языке. Работа над альбомом проходила во время войны в Ираке, что повлияло на группу. Эта ироничная композиция отражает отношение Rammstein к культурному империализму Соединённых Штатов Америки. Музыканты отрицают политический контекст песни, для них это критика повсеместного внедрения американской культуры: «Это не агрессия, а констатация факта: Америка и английский язык сейчас навязываются слишком сильно. Думаю, что песня обо всех европейских странах, которые подчинились американскому образу жизни». Куплет поётся на немецком языке, а припев — на денглише: «We’re all living in Amerika / Amerika ist wunderbar» (рус. Мы все живём в Америке / Америка восхитительна). По мнению критиков, это самая коммерческая и политическая песня группы. Дэвид Джеффрис назвал трек «Amerika» ключевым в альбоме.
«Moskau»
Песня «Moskau» была написана ещё во время создания альбома Mutter, имея другую идею и лирику (имеются ввиду Ich sehe was; Claudia). Её идеей был взгляд музыкантов на самих себя из Москвы. Рихард Круспе пояснил: «У нас к Москве особое отношение. В этом городе у нас много друзей. К тому же многое там напоминает нам о нашем восточногерманском прошлом. В Москве мы имеем возможность как бы посмотреть другими глазами на ГДР и те времена». С Москвой Rammstein связывает не только ГДР: Пауль Ландерс в детстве год жил в Москве, а Шнайдер в Москве познакомился со своей первой женой Региной Гизатуллиной. Rammstein решили записать песню с какой-нибудь известной российской группой и остановили свой выбор на Тату, но из-за того, что вести переговоры с менеджментом группы было крайне сложно, от этой идеи отказались, и женская партия вокала была записана эстонской певицей Викторией Ферш. Критики нашли эту песню не столько интересной, сколько забавной.
«Morgenstern»
Композиция «Morgenstern», изобилующая метафорами и намёками, с элементами хорового пения, хорошо характеризует привычный стиль Rammstein с примесью романтики.
«Stein um Stein»
Текст «Stein um Stein / mauer ich dich ein, / Stein um Stein / sollst du immer bei mir sein» (в пер. с нем. «Камень за камнем / я тебя замуровываю! / Камень за камнем / Я всегда буду с тобой…») — символичное описание отношений влюблённых. «Есть люди, которые действительно замуровывают себя в свои отношения, и об этом наша песня», — пояснил Пауль Ландерс.
«Ohne dich»
Эту песню группа играла ещё в апреле 2000 года до выхода альбома Mutter. Как и «Los», она была записана для альбома Mutter, но также (как и «Los») не устроила музыкантов, и песня была отложена на потом. По версии Ландерса, для Mutter и так уже было достаточно песен, а Флаке позднее уточнил, что музыканты сочли, что для метал-группы три баллады на альбоме — это чересчур. Однако, работа над новым альбомом проходила в условиях изменившихся музыкальных приоритетов группы, когда большой упор начал делаться на вокал и живую игру, и музыканты решили вновь вернуться к работе над песней. Они заметили, как сказывается на материале использование живого инструмента по сравнению с электронным семплом, и в результате для этой песни были использованы скрипки и гобой. Что касается лирической составляющей, то текст песни музыканты комментировали крайне неохотно: Ландерс ещё в 2001 году кратко охарактеризовал черновую версию как «жалостливое говно» наподобие «Still Loving You» и пообещал, что когда-нибудь эта песня выйдет в виде сингла, причём без музыки. Линдеманн, автор текста, в интервью, посвящённому выходу Reise, Reise, вообще отказался его комментировать, сказав, что «объяснение текстов лишит их привлекательности» и он оставляет «эту тему открытой, чтобы каждый мог внести свою собственную интерпретацию и чувство». Критики отмечали, что в этой песне Rammstein показывает свою нежную сторону, подчёркивая наличие в песне «спокойного тона» и «почти романтического текста», вызывающих у слушателя ощущение грусти и депрессии. Хелльнер, продюсер альбома, соглашался, что песня «не такая тяжёлая» как другие, но утверждал при этом, что она «отлично аранжированная и законченная». Именно этим он и объяснял успех песни даже среди не понимающих по-немецки слушателей.
Песня была выпущена в качестве третьего сингла, причём через два месяца после выхода альбома. Флаке, комментируя выход сингла, говорил, что музыканты «настолько довольны записями, что могли бы позволить появиться этому синглу уже через две недели после выхода альбома» (хотя Лоренц утверждал, что эта песня и в рамках нового альбома по-прежнему была принята не всеми участниками группы). На данную композицию также было снято видео, в котором группа альпинистов отправляется на покорение очередной горной вершины, но один из них (Тилль) срывается и падает. Друзья не бросают его в беде и тащат, раненого, на вершину, на которую он так стремился попасть и где умирает вполне умиротворённый.
«Amour»
«Amour» — спокойная рок-баллада, которая, начинаясь очень спокойно, наращивает к концу высокий темп, а завершается стаккато. Песня затрагивает «тёмную» сторону любви, как и Ohne Dich имеет депрессивный текст, но более оживлённую метал-музыку. В песне, любовь представляется как дикий зверь, которого почти каждый встречал в своей жизни, и почти каждый пытался его «приручить», но по-настоящему это удаётся немногим. Ещё одним нехарактерным жестом для Rammstein стало «снисходительное» гитарное соло.
«Blackbox recording»
Скрытый трек альбома. Чтобы его послушать необходимо включить первый трек Reise, Reise, а после перемотать назад. Весь трек это реальная запись «Бортового самописца» самолёта Boeing 747 который в 1985 году 12 августа врезался в гору Такамагахара.

## Список композиций
Все тексты написаны Тиллем Линдеманном, вся музыка написана участниками Rammstein.
| №                   | Название                                     | Перевод             | Длительность |
| ------------------- | -------------------------------------------- | ------------------- | ------------ |
| 1.                  | «Reise, Reise» (+ скрытый трек с 38 секунды) | В путь-дорогу       | 4:11         |
| 2.                  | «Mein Teil»                                  | Часть меня          | 4:32         |
| 3.                  | «Dalai Lama»                                 | Далай-лама          | 5:39         |
| 4.                  | «Keine Lust»                                 | Нет желания         | 3:43         |
| 5.                  | «Los»                                        | Вперёд              | 4:25         |
| 6.                  | «Amerika»                                    | Америка             | 3:47         |
| 7.                  | «Moskau»                                     | Москва              | 4:16         |
| 8.                  | «Morgenstern»                                | Утренняя звезда     | 4:00         |
| 9.                  | «Stein um Stein»                             | Камень за камнем    | 3:56         |
| 10.                 | «Ohne dich»                                  | Без тебя            | 4:32         |
| 11.                 | «Amour»                                      | с фр. — «Любовь»    | 4:51         |
| Общая длительность: | Общая длительность:                          | Общая длительность: | 47:52        |

| №                   | Название                                                      | Длительность |
| ------------------- | ------------------------------------------------------------- | ------------ |
| 12.                 | «Mein Teil (You Are What You Eat Edit)» (Pet Shop Boys remix) | 4:07         |
| 13.                 | «Amerika (Digital Hardcore Mix)» (Alec Empire remix)          | 3:52         |
| Общая длительность: | Общая длительность:                                           | 55:24        |

| №                   | Название            | Длительность |
| ------------------- | ------------------- | ------------ |
| 1.                  | «(Вступление)»      | 0:36         |
| Общая длительность: | Общая длительность: | 48:28        |

## Варианты издания
Релиз Reise, Reise состоялся в Европе 27 сентября 2004 года, 9 ноября альбом вышел в США, тогда же во всём мире стартовали продажи альбома в цифровом формате через iTunes. Американское издание отличалось от европейского тем, что отрывок записи «чёрного ящика», звучащий на 38 секунде первой композиции, не был скрытым, а шёл в начале песни в качестве вступления. Также в 2004 году в США вышел DVD-диск Reise, Reise Videospecial, который содержал клипы на песни «Mein Teil» и «Amerika». 21 апреля 2005 года Reise, Reise вышел в Японии. В качестве бонус-треков в японское издание были включены ремиксы Pet Shop Boys «Mein Teil (You Are What You Eat Edit)» и Alec Empire «Amerika (Digital Hardcore Mix)», для издания была разработана оригинальная обложка, которая позже стала основной для альбома Rosenrot.

## Продвижение
Перед релизом альбома некоторые журналы выложили трек-лист будущего альбома группы, однако у разных журналов были разные трек-листы.
Сет-лист 1:
1. Hilf mir
2. Keine Lust
3. Amour
4. Nein
5. Ankara
6. Ich bin
7. Holz
8. Rosenrot
9. Absinth
10. Los
11. Ohne dich

Сет-лист 2:
1. Reise, Reise
2. Amerika
3. Los
4. Wo bist du
5. Mein Teil
6. Dalai Lama
7. Keine Lust
8. Morgenstern
9. Amour
10. Rosenrot
11. Stein um Stein

Сет-лист 3:
1. Reise, Reise
2. Amerika
3. Dalai Lama
4. Keine Lust
5. Morgenstern
6. Stein um Stein
7. Mein Teil
8. Ohne dich
9. Amore
10. Los
11. Moskau

Известно, что Ankara была демо-версией песни Zerstören из альбома Rosenrot, а Nein — первой версией Mein Teil с другой лирикой, по словам Кристиана Лоренца, посвящённой концу света, которая со временем перестала нравиться ему и была переделана Тиллем в Mein Teil.

## Невыпущенные песни
- Eisenmann (с нем. — «Железный человек») — записана для альбомов Reise, Reise и Rosenrot и перезаписана для Liebe ist für alle da, но так и не была выпущена. Премьера состоялась во время предварительного прослушивания Reise, Reise для журналистов. Немецкий журнал рассказал только о строках «Mein Herz schlägt für Metall, Eisen gibt es überall» (с нем. — «Моё сердце бьётся ради металла, железо повсюду»). В марте 2004 года песня была найдена в базе данных GEMA, где её длина была указана как 5:24. Первые две строки (те же, что и вышеуказанные) также были перечислены. Позже в том же месяце немецкий журнал «Sonic Seducer» опубликовал трек-лист четвёртого альбома, где Eisenmann был указан как третий и последний бонус-трек, что повторилось перед выходом Rosenrot в 2005. На сегодняшний день песня была удалена из GEMA. В ноябре 2005 года Кристиан Лоренц сказал в интервью, что песня была закончена, но группе она не очень понравилась, поэтому они решили не выпускать её на Rosenrot. Песня была переработана и перезаписана во время сессий записи для Liebe ist für alle da, эта версия песни (длиной в 3:28) была слита в интернет в ноябре 2010 года.[57]
- Holz (с нем. — «Древесина») — В марте 2004 была найдена в базе данных GEMA, что подтверждает существование этой песни, а также раскрывает её длительность (4:57), однако она была вскоре удалена оттуда. Также трек появился в просочившемся в интернет трек-листе четвёртого студийного альбома группы, где он был под номером 7.
- Sonntag bei Omi (с нем. — «Воскресенье у бабушки») — Песня записывалась для альбома Reise, Reise, но не попала на него. Была замечена в базе данных GEMA с указанной длиной в 3:57, однако позже была удалена оттуда. Якоб Хелльнер говорил, что «Sonntag bei Omi» — возможное название для 4 альбома группы. Пауль Ландерс говорил об этой песне: «это действительно самое отвратительное, что написал Тилль когда-либо» и «это слишком тяжело для релиза Rammstein». Название песни переводится как «Воскресенье с бабушкой», из-за чего можно предположить, что текст песни основан на стихотворении Тилля «Großmutter» (с нем. — «Бабушка») из сборника стихов Messer.
- Absinth (с нем. — «Абсент») — Песня была записана для альбома Reise, Reise, но не попала на него. Песня была замечена в базе данных GEMA, однако позже была удалена оттуда. Также она появилась в слитом трек-листе четвёртого студийного альбома группы, где был обозначена треком под номером 9. Есть предположение, что это рабочее название песни Reise, Reise, т. к. это единственная песня с альбома, использующая библиотеку семплов от Native Instruments под названием Absynth 5, в которой присутствует семпл шума прибоя и криков чаек, абсолютно идентичный таковому в начале песни.
- Ich bin (с нем. — «Я/Я есть…») — Песня записывалась для альбома Reise, Reise, но не попала на него. О ней стало известно только благодаря записи в GEMA. Пауль в интервью подтвердил, что эта песня позже была перезаписана с испанскими словами и выпущена как Te quiero puta! Гитарный рифф остался без изменений. Также в интервью Пауль сказал, что первые строчки песни: «Ich steckte meinen linken Fuß in einen Pfuhl, der stinken muss» (с нем. — «Я положил левую ногу в лужу, которая должна вонять»), а припев — «Оmm, wie erleuchtet… Omm, ich bin total erleuchtet. Ich bin ergeben, so ergeben» (с нем. — «Омм, просвещён… омм, я полностью просвещён. Я предан, так предан»)[58], что говорит о том, что текст базировался на стихотворения Тилля Линдеманна «Hare Krishna» (с нем. — «Харе Кришна») из сборника стихов In stillen Nächten. Группе не понравился текст песни и Тилль переделал его.
- Spring Jungle (с англ. — «Весенние джунгли») — Песня была записана для альбома Reise, Reise, но не попала на него. В интервью 2005 года Пауль рассказал, что из Spring Jungle и Spring weiter позже был сделан трек Spring из альбома Rosenrot. Песня была замечена в базе данных GEMA, однако позже была удалена оттуда. Известно, что длина песни - 03:23, и в ней была строчка: «Das Tanzen und das Singen wärmt so fein das Herz, das Kühle… (с нем. — «Танцы и пение так нежно согревают сердце, прохладу…»)».
- Spring weiter (с нем. — «Вскочи») — Песня была записана для альбома Reise, Reise, но не попала на него. В интервью 2005 года Пауль рассказал, что из Spring weiter и вышеуказанной Spring Jungle позже был сделан трек Spring из альбома Rosenrot, и отметил что Spring weiter была «психоделическим треком, над которым следовало бы провести работу». Песня была замечена в базе данных GEMA (длина - 03:08), однако позже была удалена оттуда.
- Student (с нем. — «Студент») — В марте 2004 была найдена в базе данных GEMA, что подтверждает существование этой песни, а также раскрывает её длительность (02:58), однако она была вскоре удалена оттуда. В октябре 2005 Пауль подтвердил в интервью, что песня была переработана и впоследствии выпущена как Benzin. Известно, что в песне была строка «Alle bleiben stehen, alle wollen es sehen (с нем. — «Все останавливаются, все хотят это видеть»)», из-за этого можно предположить, что тексты песни основаны на стихотворении Тилля «Das Experiment» (с нем. — «Эксперимент») с похожими строчками, опубликованном в его книге In stillen Nächten.
- Claudia (с нем. — «Клаудия») — В марте 2004 была найдена в базе данных GEMA, где были указаны длина (03:55) и альтернативное название 1-2-3 ich sehe was Nr.2 (с нем. — «1-2-3 Я вижу, то, что... №2»). Судя по названию, возможно была переработана в Ich sehe was. Находится в GEMA по сей день.
- Ich sehe was (с нем. — «Я вижу то, что...») — В марте 2004 была найдена в базе данных GEMA, где были указаны длина (03:00) и строка «Wenn du vor mir niederkniest (с нем. — «Когда ты предо мной преклоняешься»)». Предположительно, является ранней версией Moskau, поскольку и название, и строка появляются в тексте последней. Находится в GEMA по сей день.
- Seid bereit (с нем. — «Будьте готовы») — В марте 2004 была найдена в базе данных GEMA, где были указаны длина (04:10) и альтернативное название Wartet auf die Antwort (с нем. — «Ожидайте ответ»). Идентичное название также имела Wiener Blut с шестого альбома на ранних этапах своего существования, но она внесена в GEMA отдельно, так что это другая песня. Находится в GEMA по сей день. Версия песни длиной 4:38 была слита в сеть 30 июня 2023.
- Anna (с нем. — «Анна») — Дата записи неизвестна, скорее всего в границах 2000-2004 гг. Оригинальная песня (под названием Anna - Lassmichrein Lassmichraus) была записана группой Trio в 1982 году. Эта песня была слита в сеть 30 июня 2023 года, длина трека — 3:18. Все участники группы, кроме Тилля, упоминаются в песне по имени.
- Shout (с англ. — «Кричать») - Дата записи неизвестна, скорее всего в границах 2000-2004 гг. 30 июня 2023 года в сеть была слита демо-версия длиной 4:23. Песня является кавером на группу Tears For Fears. Magdalene Keibel Combo (прежняя группа Пауля Ландерса и Флаке) уже включила кавер на эту песню в 1988 году на их альбоме Das gemeine Reitbein как часть песни Der Blonde Hans.

## Концертные выступления
Концертные выступления
Концертный тур в поддержку Reise, Reise начался 11 октября 2004 года с трёх концертов в Берлине, после которых Rammstein отправились с концертами в Европу. В туре использовалось более 300 осветительных приборов, 80 взрывчаток, 20 генераторов пламени. Пол сцены представлял собой решётки, под которыми было установлено множество ламп. Так как не всегда залы могли обеспечить группу электроэнергией необходимой мощности, Rammstein возили с собой собственные генераторы тока. Чтобы перевезти всё необходимое оборудование, потребовалось 13 грузовиков: 5 под осветительные приборы, 2 под генераторы и оставшиеся под элементы сцены, подвижные части и звук. Для тура были созданы специальные костюмы, разработанные на основе традиционных баварских костюмов с добавлением оригинальных индустриальных деталей. Техники же были одеты, как офисные работники, на манер фотосессии Rammstein по мотивам фильма «С меня хватит!». На разогреве в 2004 году выступала итальянская ню-метал-группа Exilia, в 2005 году её сменил финский коллектив Apocalyptica.
Выступления тура проходили на двухъярусной сцене, представляющей собой железобетонный бункер. На верхнем ярусе, в центре находился Шнайдер за ударной установкой, справа от него стоял клавишник Флаке, слева — басист Оливер Ридель, гитаристы Пауль Ландерс и Рихард Круспе стояли на нижнем ярусе слева и справа от солиста Тилля Линдеманна соответственно (во время первой песни «Reise, Reise» гитаристы спускались с верхнего уровня на гидравлических платформах, а солист выходил из входа в «бункер»). В сет-лист тура вошли 9 песен из нового альбома. В начале и конце исполнения «Keine Lust» и «Stein um Stein» использовались дымовые пушки, в кульминационной части «Morgenstern» с потолка пускались ракеты, и ненадолго поджигался весь верхний ярус сцены. Во время исполнения «Mein Teil» Линдеманн в облачении мясника, в колпаке, фартуке и весь в крови, вытаскивал на сцену огромный котёл, из которого валил пар, в котле сидел Флаке и играл на синтезаторе. Микрофон Линдеманна был сделан в виде большого разделочного ножа, который он затачивал в начале песни. После второго куплета солист «подогревал» котёл залпами огня из ручного огнемёта, после этого Флаке, горящий и искрящийся, вылезал из котла и до конца песни бегал от Линдеманна. В 2006 году Rammstein с песней «Mein Teil» были номинированы на премию «Грэмми» за лучшее метал-исполнение. Для исполнения «Los» все музыканты перемещались на нижний ярус, в конце песни Флаке разбивал синтезатор. Во время «Amerika» Флаке катался по сцене на сегвее, на котором был закреплён синтезатор, в конце песни сцену заполнял дым из пушек, в зал сыпались белые, синие и красные конфетти, повторяя цвета американского флага. Во время «Ohne dich», которая исполнялась уже после перерыва, на Линдеманна обрушивался сноп искр. Песни «Keine Lust», «Mein Teil», «Amerika» также вошли в сет-листы последующих туров Rammstein, Liebe ist für alle da и Made in Germany, «Ohne Dich» также игралась в туре Made in Germany и Europe Stadium Tour, правда уже без спецэффекта. В этом же туре вернулась «Mein Teil», а «Keine Lust», ранее игравшаяся на всех концертах группы, была убрана из сет-листа. Песня Reise, Reise также исполнялась на летних фестивальных концертах в 2016—2017 годах. Песни «Dalai Lama» и «Amour» исполнялись только в октябре 2004 года на берлинских концертах и 1 ноября на концерте в Мангейме («Dalai Lama» также исполнялась 2 ноября в Антверпене).
17 ноября 2006 года вышел DVD Völkerball, положительно воспринятый критиками, в который вошли записи с концертов во Франции (23 июля 2005 года), в Великобритании (3 февраля и 5 февраля 2005 года), в Японии (3 июня 2005 года) и в России (28 ноября 2004 года). Кроме концертных записей DVD содержал документальные фильмы о создании альбома Reise, Reise (Making of the Album) и о концертном туре в его поддержку (Anakonda im Netz). 

## Участники записи
| Rammstein - Тилль Линдеманн — вокал, губная гармоника (5) - Рихард Круспе-Бернштайн — соло-гитара, акустическая гитара (5), бэк-вокал - Пауль Ландерс — ритм-гитара, акустическая гитара (5), бэк-вокал - Оливер Ридель — бас-гитара - Кристоф «Doom» Шнайдер — ударные - Кристиан Лоренц — клавишные Другие музыканты - Виктория Ферш — вокал (7) - Свен Хелбиг — хор (2, 6, 8), струнные аранжировки (1) - Олсен Инволтини — струнные аранжировки (10) - Бербель Булер — гобой (10) - Михаэль Каден — аккордеон (1, 7) - Dresdner Kammerchor — хор (2, 6, 8) под руководством Андреаса Пабста - Deutsches Filmorchester Babelsberg — оркестр под руководством Вульфа Кершека - Köpenicker Zupforchester — мандолина (10) | Персонал - Якоб Хелльнер и Rammstein — продюсеры - Ульф Крукенберг — звукорежиссёр - Флориан Аммон — программирование Logic и Pro Tools - Штефан Глауманн — сведение (Towtown, Стокгольм, Швеция) - Хови Вайнберг — мастеринг (Masterdisk Corporation, Нью-Йорк, США) - Эмануэль Фиалик — менеджмент - Олаф Хайне, Алекс Бруннер, У. Кун — фотографии - Алекс Бруннер и Plantage — дизайн и концепция |  |

## История выхода
| Регион       | Дата             | Лейбл           | Форматы | Каталог     |
| ------------ | ---------------- | --------------- | ------- | ----------- |
| Европа       | 27 сентября 2004 | Universal Music | CD      | 9868150     |
| ЮАР          | 15 октября 2004  | Universal Music | CD      | STARCD 6895 |
| США          | 9 ноября 2004    | Universal Music | CD      | 9868150     |
| Во всём мире | 9 ноября 2004    | Universal Music | ЦД      |             |
| Бразилия     | 16 ноября 2004   | Universal Music | CD      | 60249868150 |
| Канада       | 16 ноября 2004   | Universal Music | CD      | 0249868149  |
| Китай        | 16 ноября 2004   | Universal Music | CD      | B0003693-02 |
| Япония       | 21 апреля 2005   | Universal Music | CD      | UICO-1080   |

## Чарты и сертификации
| Чарт                      | Высшая позиция |
| ------------------------- | -------------- |
| Top 100 Albums            | 1              |
| Top 50 Albums             | 19             |
| Alben Top 75              | 1              |
| Albums Top 200 (Flanders) | 5              |
| Albums Top 200 (Wallonia) | 4              |
| Album Top 40              | 3              |
| Album Top 100             | 2              |
| Top Albums 50             | 1              |
| Top 200 Albums            | 3              |
| Top 40 Album              | 21             |
| Oricon Style              | 81             |
| Top 40 Albums             | 17             |
| Topp 40 Album             | 4              |
| Top 30 Albums             | 6              |
| OLIS                      | 1              |
| Top 60 Albums             | 2              |
| Albums Top 100            | 1              |
| UK Albums Chart           | 37             |
| Billboard 200             | 61             |
| European Albums           | 37             |

| Чарт (2012)                      | Позиция |
| -------------------------------- | ------- |
| Jahreshitparade Alben 2004       | 17      |
| Jaaroverzichten 2004 (Flanders)  | 25      |
| Rapports Annuels 2004 (Wallonia) | 74      |
| Jaaroverzichten Album 2004       | 36      |
| Schweizer Jahreshitparade 2004   | 19      |

| Страна    | Провайдер        | Сертификация |
| --------- | ---------------- | ------------ |
| Австрия   | IFPI Austria     | Платиновый   |
| Дания     | IFPI Denmark     | Золотой      |
| Европа    | IFPI Europe      | Платиновый   |
| Германия  | BVMI             | Золотой      |
| Россия    | NFPF             | 2×Платиновый |
| Швейцария | IFPI Switzerland | Платиновый   |
| Финляндия | IFPI Finland     | Золотой      |